# 凯茜·基勒
凯茜·基勒（英語：Kathy Keeler，1956年11月3日—），美国前女子赛艇运动员。她曾代表美国参加1984年夏季奥林匹克运动会赛艇比赛，获得女子八人单桨有舵手金牌。